# Lomandroideae
Lomandroideae Thorne & Reveal, 2007 è una sottofamiglia di piante angiosperme monocotiledoni della famiglia Asparagaceae.
Il genere più noto della sottofamiglia è Cordyline.

## Distribuzione e habitat
Le circa 180 specie di piante della sottofamiglia Lomandroideae sono presenti in Australasia, in Asia Sud-Orientale, nelle Americhe e nelle isole del Pacifico.

## Tassonomia
In passato il gruppo era trattato come famiglia separata con il nome di Laxmanniaceae.
Nel sistema Kubitzki, il gruppo è trattato come Lomandraceae Lotsy.
La sottofamiglia comprende i seguenti generi:
- Acanthocarpus Lehm.
- Arthropodium R.Br.
- Chamaexeros Benth.
- Cordyline Comm. ex R.Br.
- Dichopogon Kunth
- Eustrephus R.Br.
- Laxmannia R.Br.
- Lomandra Labill.
- Romnalda P.F.Stevens
- Sowerbaea Sm.
- Thysanotus R.Br.
- Trichopetalum Lindl.
- Xerolirion A.S.George